# Prades (la Molsosa)
Prades és una de les tres entitats de població del municipi de La Molsosa (Solsonès). El terme abasta la part nord-oriental del sector de llevant del municipi que està situada entre la Serra del Pal al sud i el terme municipal de Pinós al nord. El poble, una petita vila closa situada dalt d'un turonet que s'enlaira entre els 789 i els 800 m. d'altitud al centre d'una petita cubeta inclinada cap a llevant que conforma la capçalera de la riera d'Otgers.

## Demografia

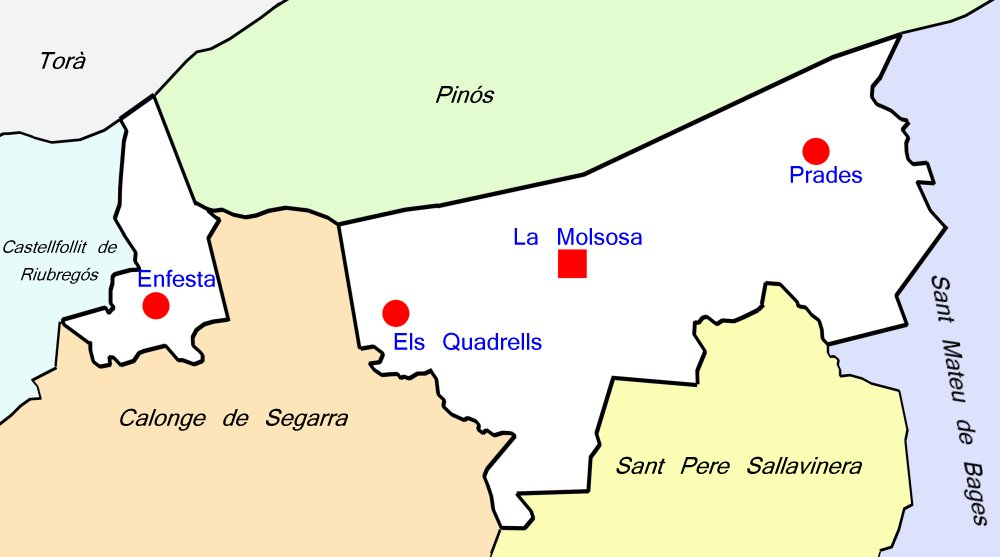
Mapa del municipi amb les seves entitats de població i els municipis limítrofs.

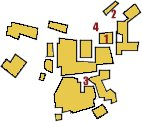
Plànol del nucli de Prades
1 - Església de Sant Ponç
2 - Cementiri
3 - Plaça Major
4 - La creu del captaire

El 1685 tenia 5 cases, 11 el 1860 i 7, amb uns 50 habitants, al principi dels anys vuitanta
| Evolució demogràfica |            |            |            |                   |                   |                   |       |
| Any                  | Nucli urbà | Nucli urbà | Nucli urbà | Poblament dispers | Poblament dispers | Poblament dispers | Total |
| Any                  | Homes      | Dones      | Total      | Homes             | Dones             | Total             | Total |
| 2000                 | 26         | 17         | 43         | 0                 | 0                 | 0                 | 43    |
| 2001                 | 24         | 17         | 41         | 0                 | 0                 | 0                 | 41    |
| 2002                 | 24         | 17         | 41         | 0                 | 0                 | 0                 | 41    |
| 2003                 | 23         | 16         | 39         | 0                 | 0                 | 0                 | 39    |
| 2004                 | 23         | 16         | 39         | 0                 | 0                 | 0                 | 39    |
| 2005                 | 21         | 15         | 36         | 0                 | 0                 | 0                 | 36    |
| 2006                 | 21         | 17         | 38         | 0                 | 0                 | 0                 | 38    |
| 2007                 | 23         | 17         | 40         | 0                 | 0                 | 0                 | 40    |
| 2008                 | 23         | 16         | 39         | 0                 | 0                 | 0                 | 39    |
| Font: INE            |            |            |            |                   |                   |                   |       |

## Història
Prades prové del mot llatí prata que significa prats o pastures. La primera referència documentada del lloc que s'ha trobat fins ara correspon a un contracte de compravenda de l'any 987. En aquella època el lloc pertanyia al castell de Castelltallat
L'església, dedicada a Sant Ponç, és del segle xii però dins la tradició de l'arquitectura del segle xi. Es troba documentada des de l'any 1040 entre les possessions de l'església de Sant Vicenç de Cardona constant ja com a pertanyent al terme de la Molsosa.
Consta de dues naus, una de tradició romànica amb algun element pre-romànic – com són les creus dibuixades a les pedres – i l'altra, comunicada per grans arcades, del segle xvii. El campanar porta inscrita la data de 1878. Malgrat les modificacions que ha sofert l'edifici, la façana sud correspon a l'original on s'hi obre la porta d'arc de mig punt adovellat. Al seu interior hi ha tres valuosos altars barrocs, també del segle xvii. El major, dedicat a Sant Ponç, el de Sant Abdó i Sant Senén —molt venerats al lloc—, tots dos amb notables relleus esculpits i valuoses imatges, i el del Roser, d'escultura i taules pintades, que data de 1679
Davant de l'entrada del cementiri vell hi ha la creu del captaire. És una creu de l'any 1953 esculpida en pedra amb una curiosa història. Per aquella època va comparèixer al poble un captaire malalt. Durant uns mesos va estar convalescent en una cabana mentre era cuidat i atès per la gent del poble. Un cop va sentir-se curat, en agraïment a l'acolliment i atencions que generosament li havien donat els veïns, va manifestar que els volia regalar una creu que tenia a Biosca a mig esculpir. Els veïns van ajudar-lo a anar-la a buscar tot pensant-se que es trobarien amb una senzilla creu obra d'un afeccionat però la seva sorpresa va ser gran en veure-la doncs a primer cop d'ull hom s'adonava que aquella escultura no era en absolut una obra d'afeccionat.

## Prades al Madoz
A la pàgina 201 del Volum XIII del Diccionario de Pascual Madoz publicat a Madrid el 1847, s'hi troba el següent text, traduït literalment del castellà i del qual s'han conservat les formes tipogràfiques i la transcripció literal dels topònims i hagiotònims locals que s'hi citen:
| « | PRADES DE LA MOLSOSA: Lloc agregat al districte municipal de Molsosa (1/2 llegua), a la província de Lleida (12 llegües), partit judicial de Solsona (4 llegües), audiència territorial i capitania general de Barcelona (12 llegües) i diòcesi de Vic (12 llegües). SITUACIÓ: En un petit pla entre dos serrats, anomenats l'un la serra del Pal i l'altre de Valmaña. CLIMA: sa, s&#146;hi pateixen alguns dolors de costat i febres. Hi baten els vents de l'oest denominats en el país ven seré;. Consta de 4 CASES, una placeta on es reuneix l&#146;ajuntament i una església. (San Abdon y Senen), annexa de la parròquia de Molsosa. Té el cementiri a uns 10 passos de distància cap al nord. TERME: Confina pel Nord amb Valmaña; Est amb Molsosa; Sud amb Cocados i Oest amb Castellestat. En ell hi ha bastantes deveses per a pastures; algunes aigües de bassa, i les dues serres del Pal i Valmaña, amb alguns roures i romanins. El TERRENY és de secà, creuat per un camí que es dirigeix a Cardona i a Calaf, des d&#146;on rep la CORRESPONDÈNCIA per exprés. PRODUCCIÓ: tota classe de grans; cria bestiar oví i cabrum i caça de llebres, perdius i conills. POBLACIÓ: 9 caps de família i 35 habitants. RIQUESA IMPOSABLE: 48.717 rals. CONTRIBUCIÓ: el 14,48 per cent d'aquesta riquesa. | » |

A la pàg. 431 del Volum XIV, en el quadre estadístic que s'hi publica a propòsit del partit judicial de Solsona, s'hi citen, entre d'altres, les següents dades:
| Estadístiques municipals de Prades |          |          |                  |                  |   |                                     |                                     |  |                   |                   |
| POBLACIÓ                           | POBLACIÓ |          | COMP. AJUNTAMENT | COMP. AJUNTAMENT |   | EXÈRCIT Joves allistats a l'edat de | EXÈRCIT Joves allistats a l'edat de |  | RIQUESA IMPOSABLE | RIQUESA IMPOSABLE |
| Veïns                              | 9        | Alcalde  | 1                | 18 anys          | - | Territorial (rals / veí)            | 9.431                               |  |                   |                   |
| Habitants                          | 35       | Tinent   | -                | 19 anys          | 1 | Industrial (rals / veí)             | 38.933                              |  |                   |                   |
| Contribuents                       | 8        | Regidors | 2                | 20 anys          | 1 | Consum (rals / veí)                 | 353                                 |  |                   |                   |
|                                    |          | Síndics  | 1                | 21 anys          | - | TOTAL                               | 48.717                              |  |                   |                   |
| Suplents                           | 3        | 22 anys  | -                |                  |   |                                     |                                     |  |                   |                   |
|                                    |          | 23 anys  | -                |                  |   |                                     |                                     |  |                   |                   |
| 24 anys                            | -        |          |                  |                  |   |                                     |                                     |  |                   |                   |

## Galeria de fotos

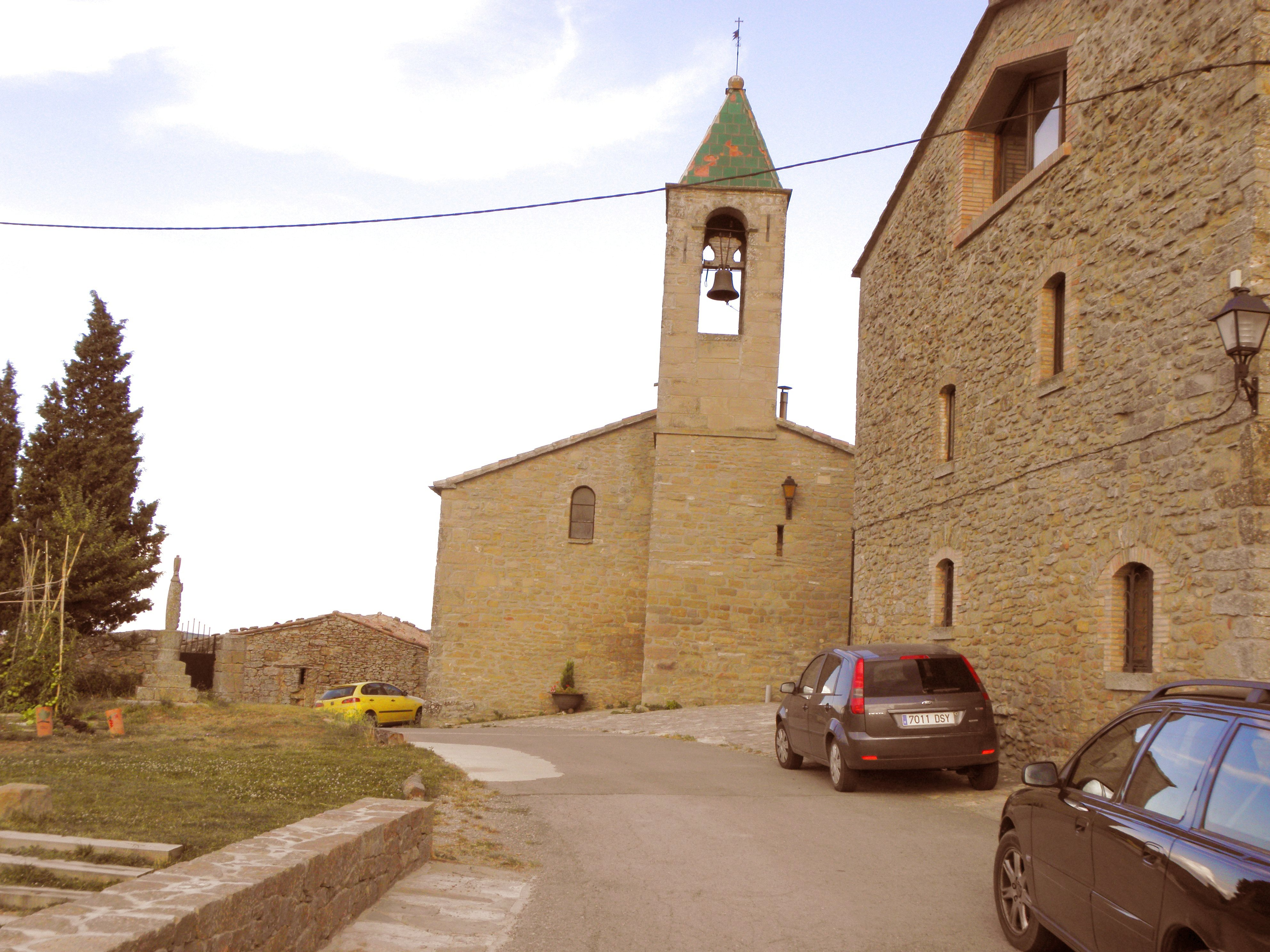
L'església de Sant Ponç. Façana oest

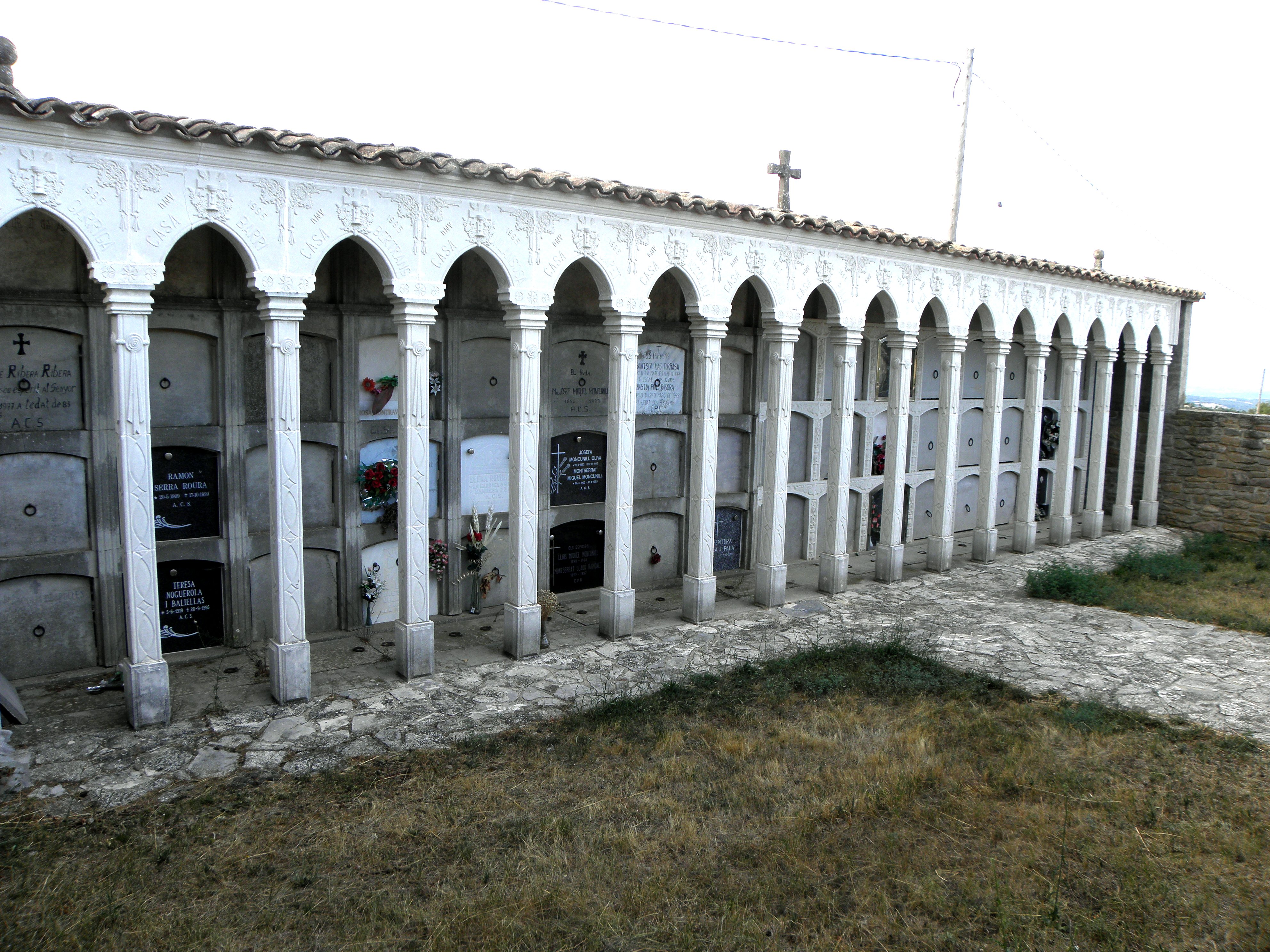
El cementiri nou

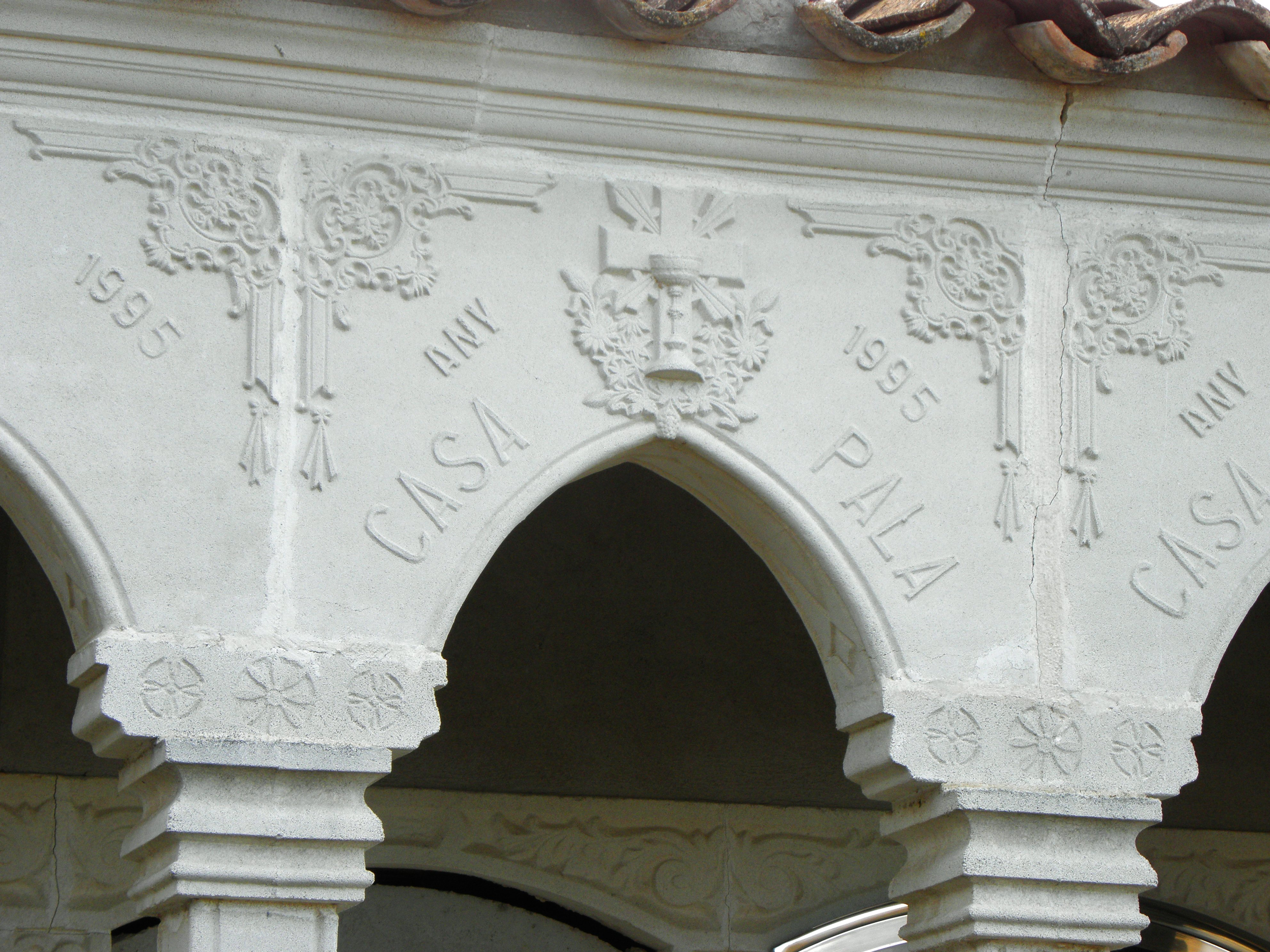
Detall arcada cementiri

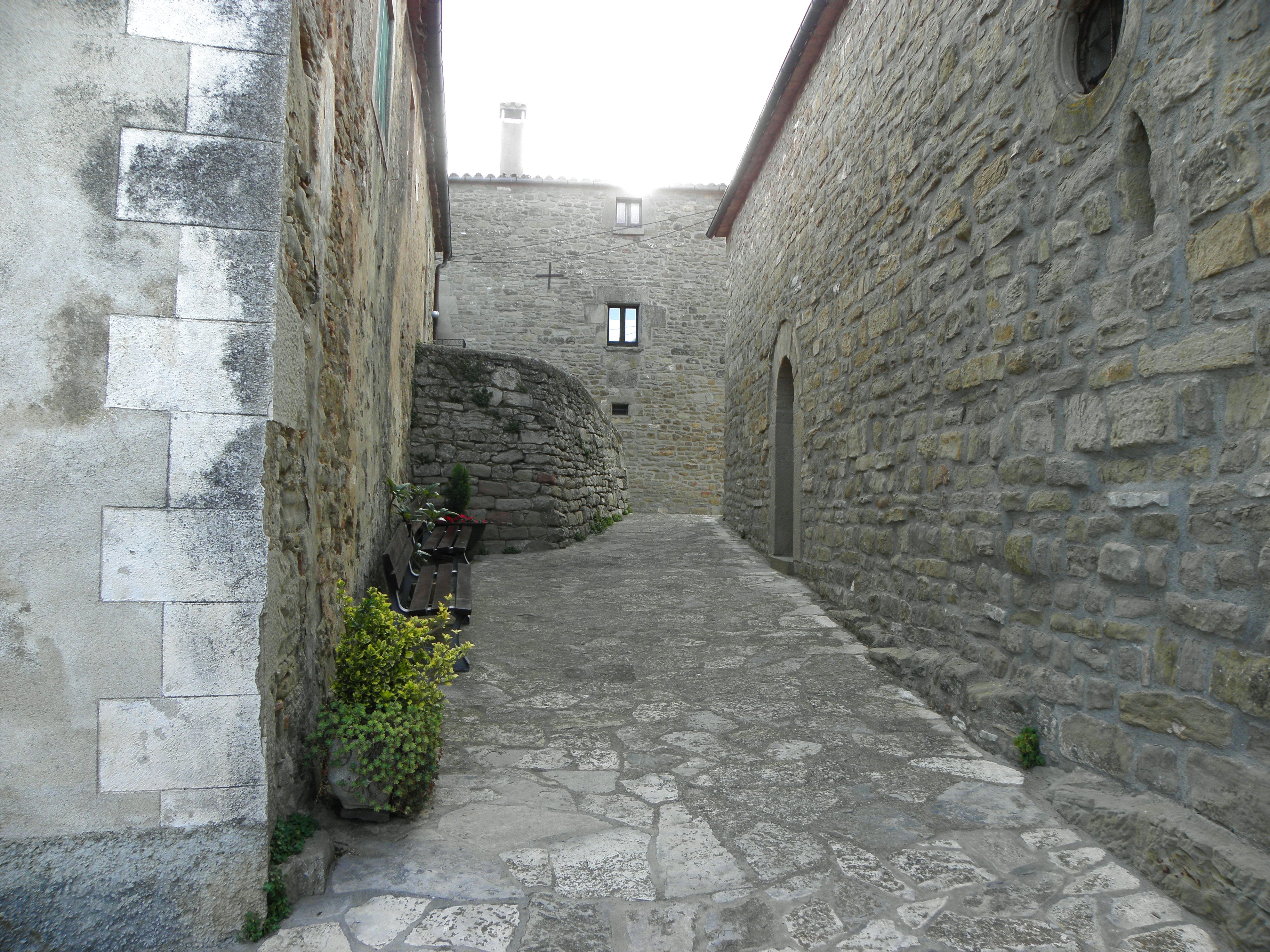
Carrer

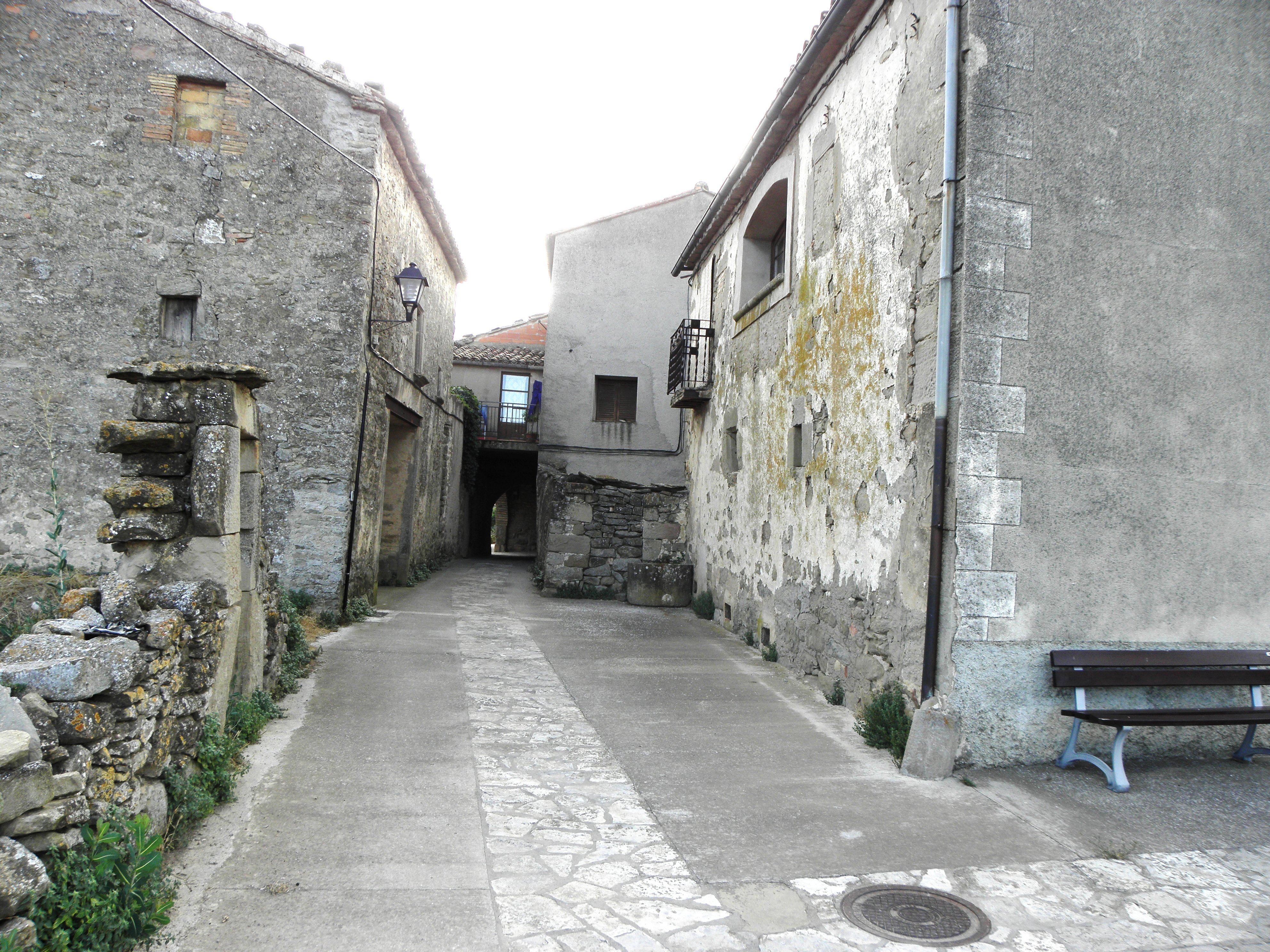
Carrer

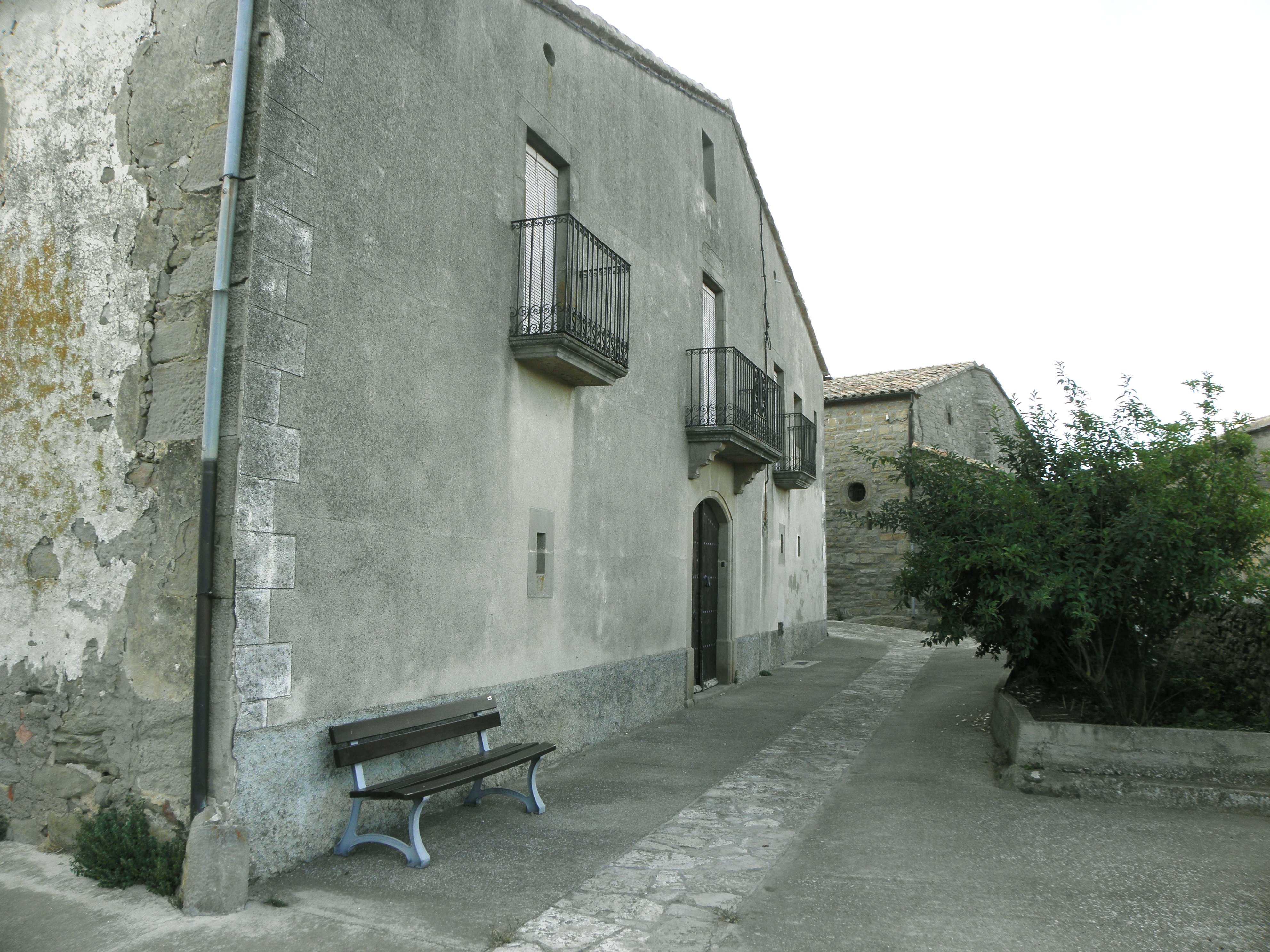
Carrer

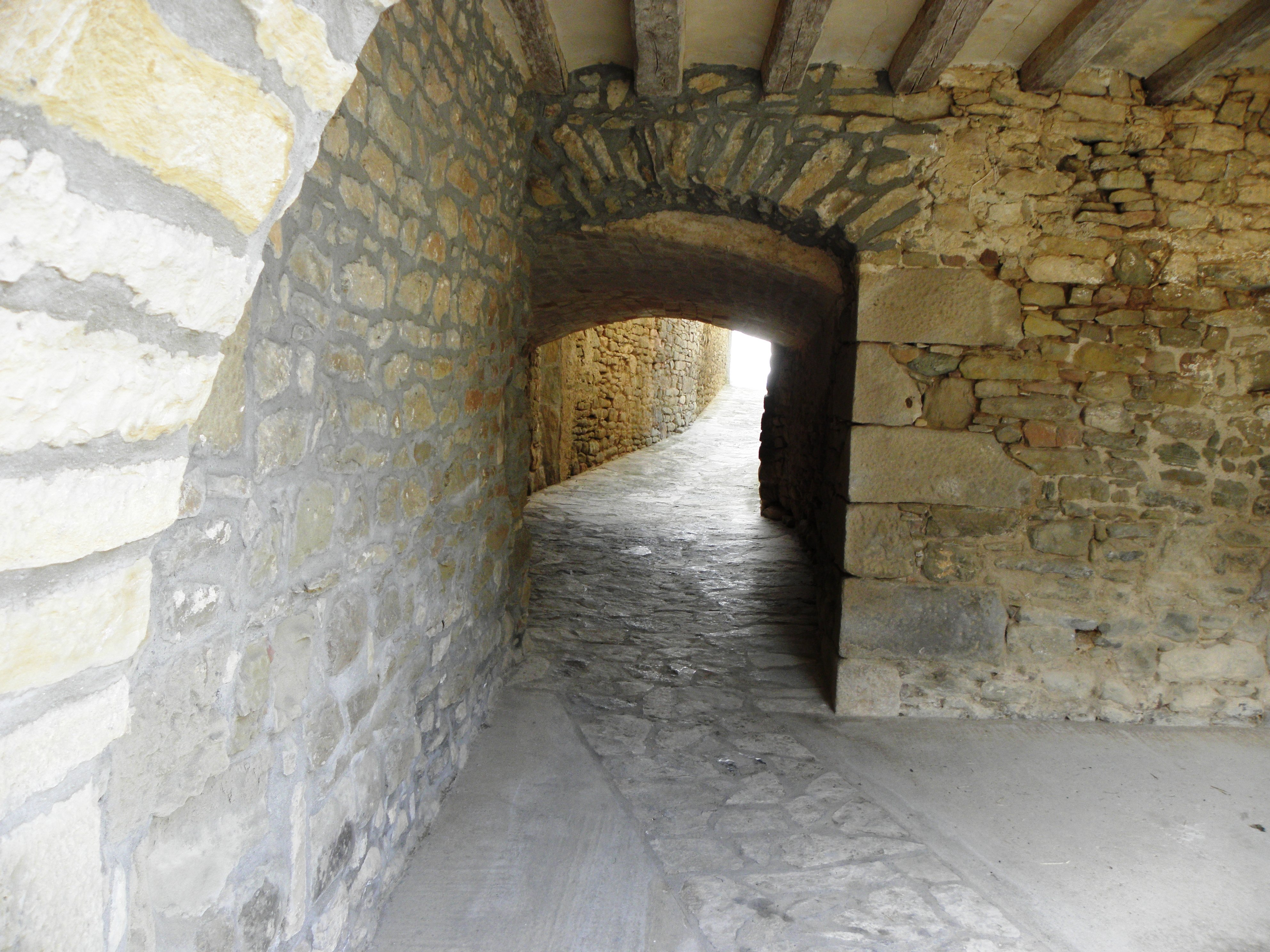
Carrer

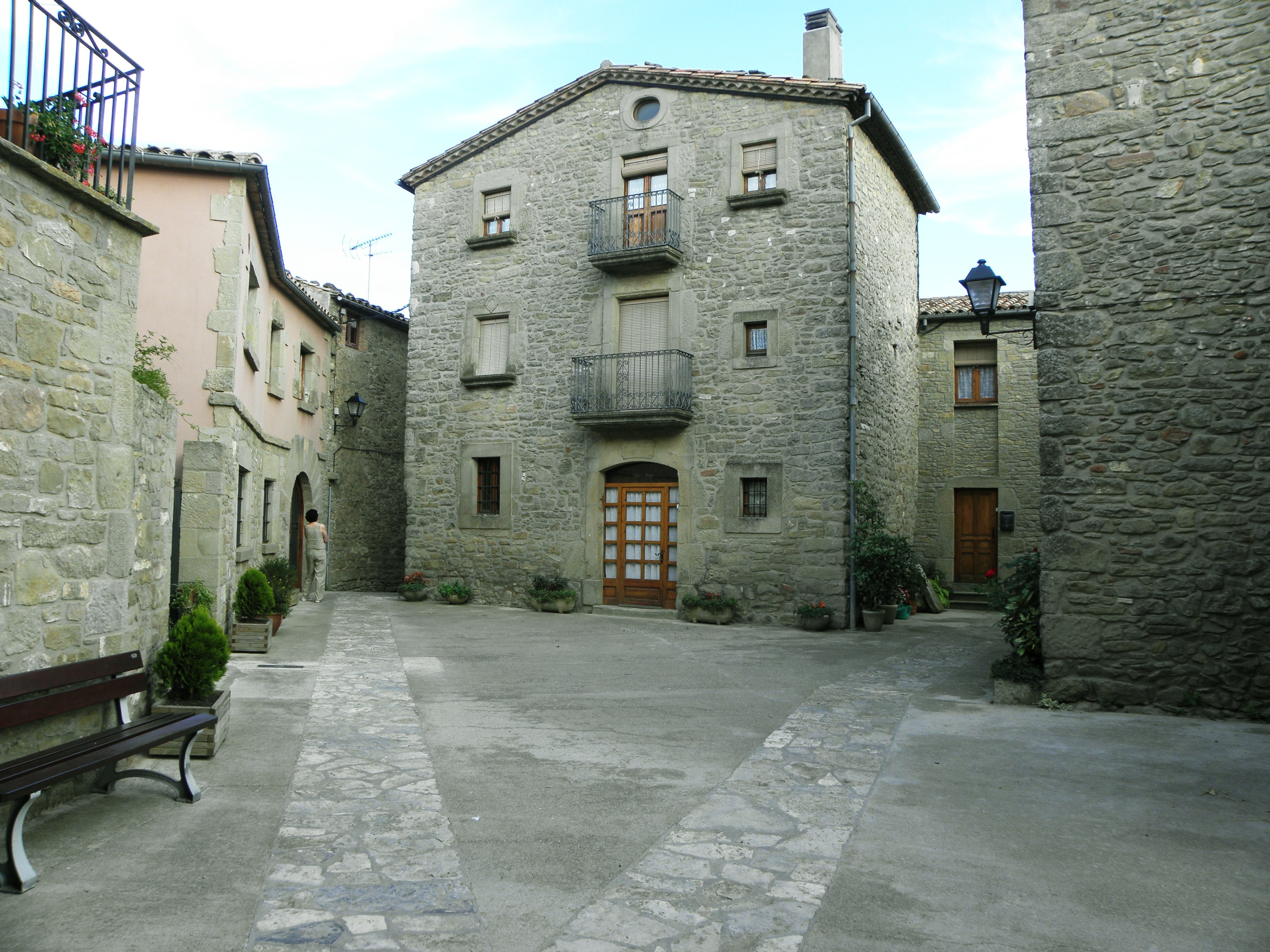
La plaça

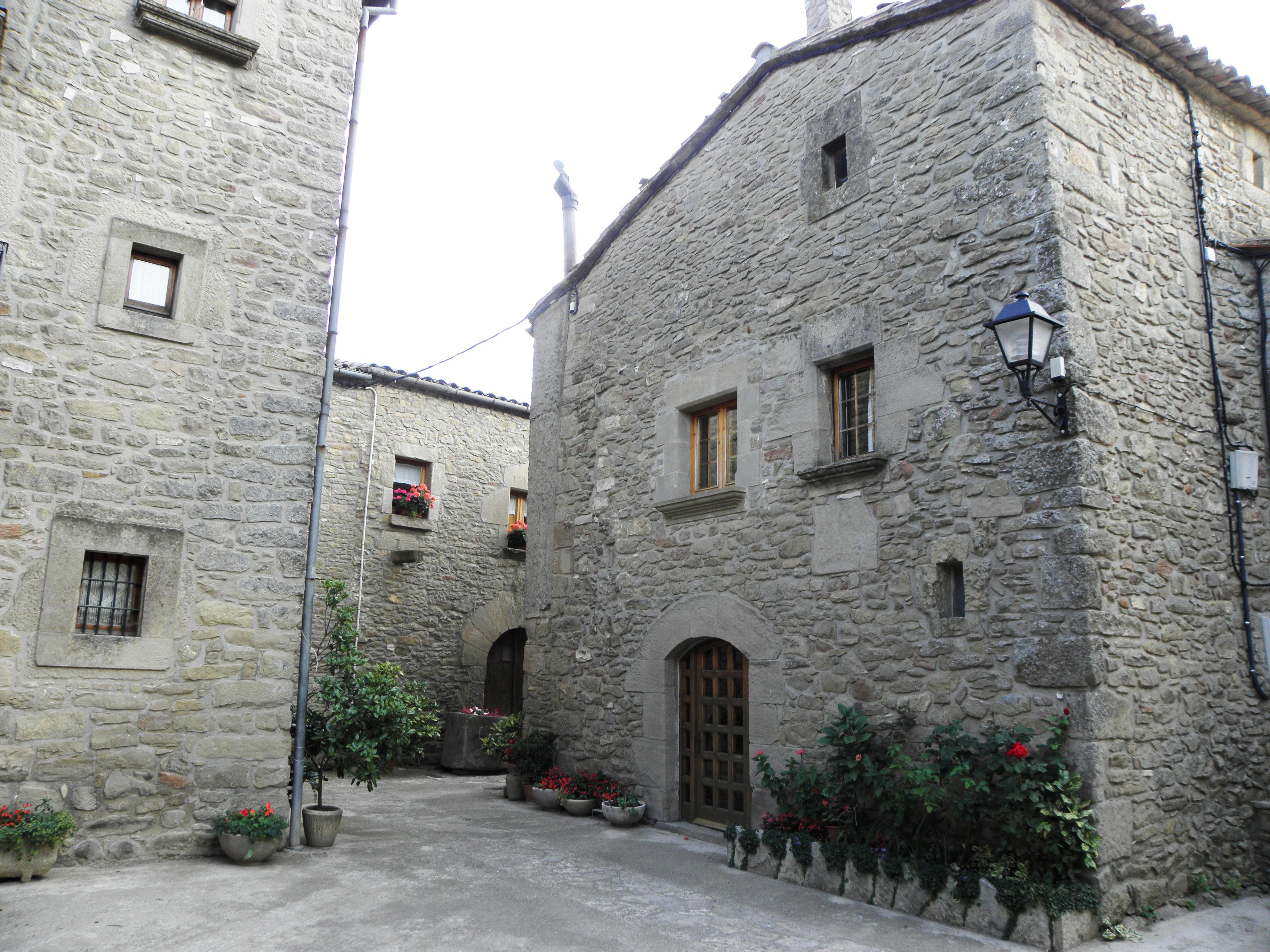
La plaça

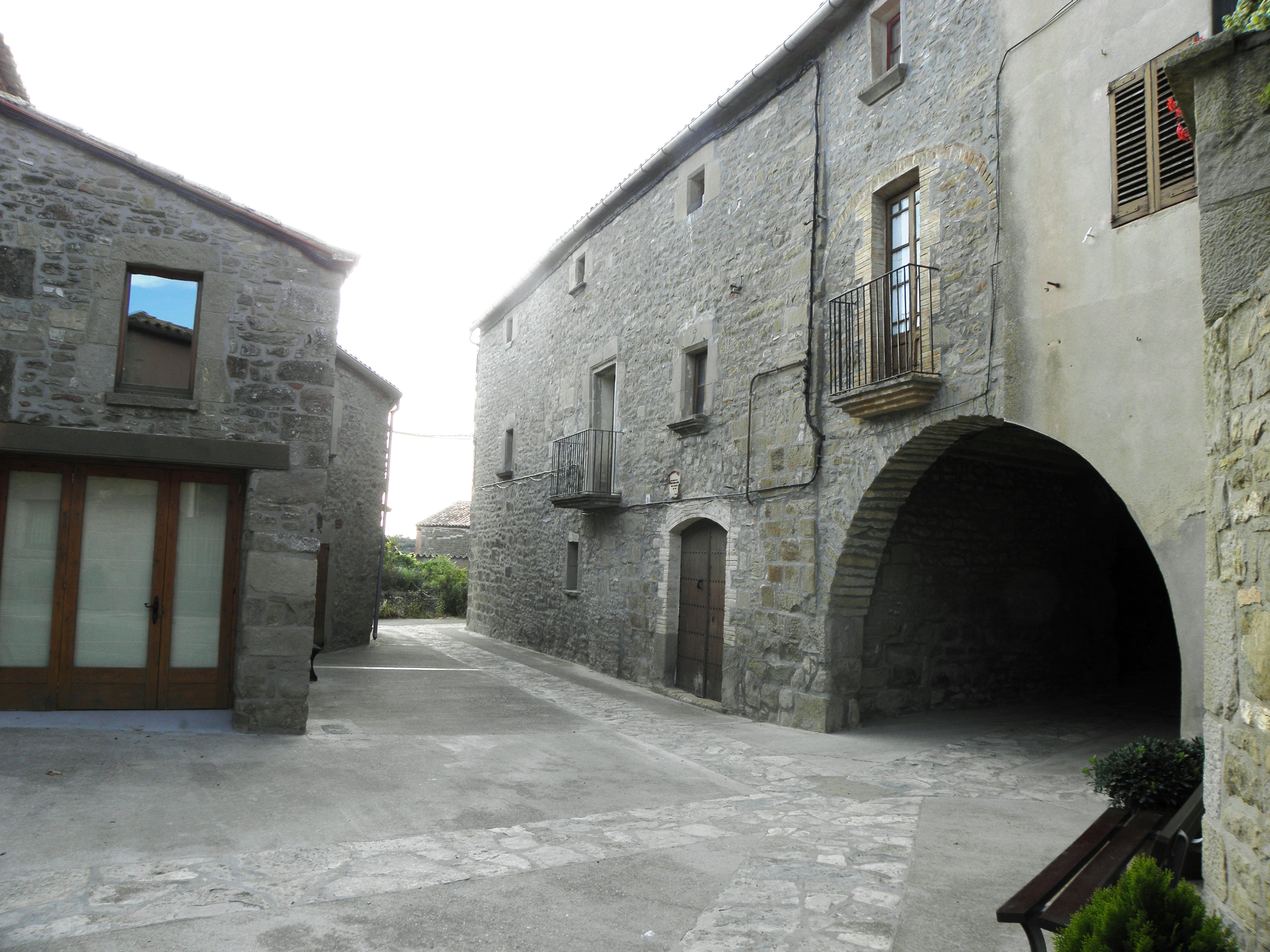
La plaça

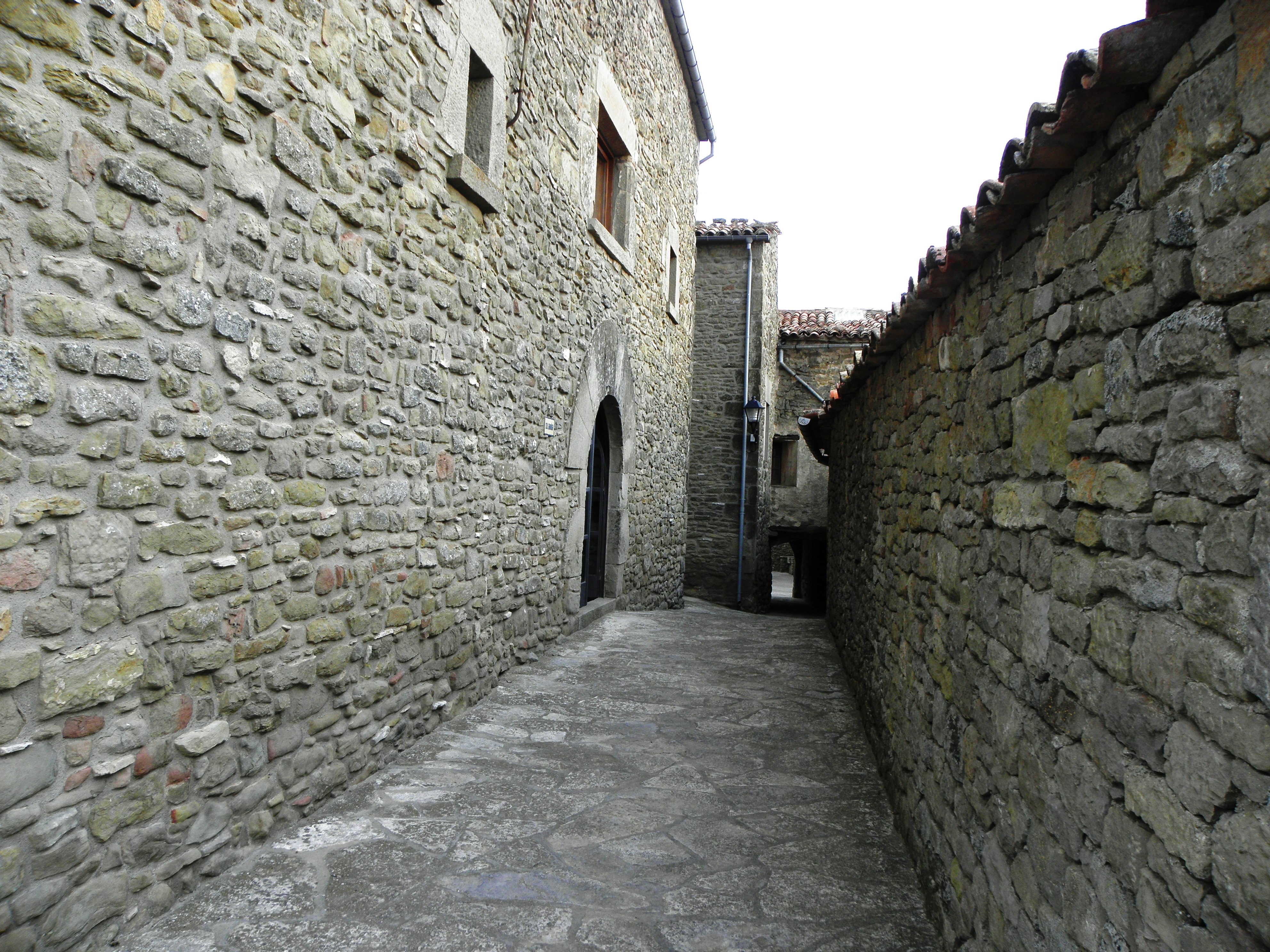
Carrer

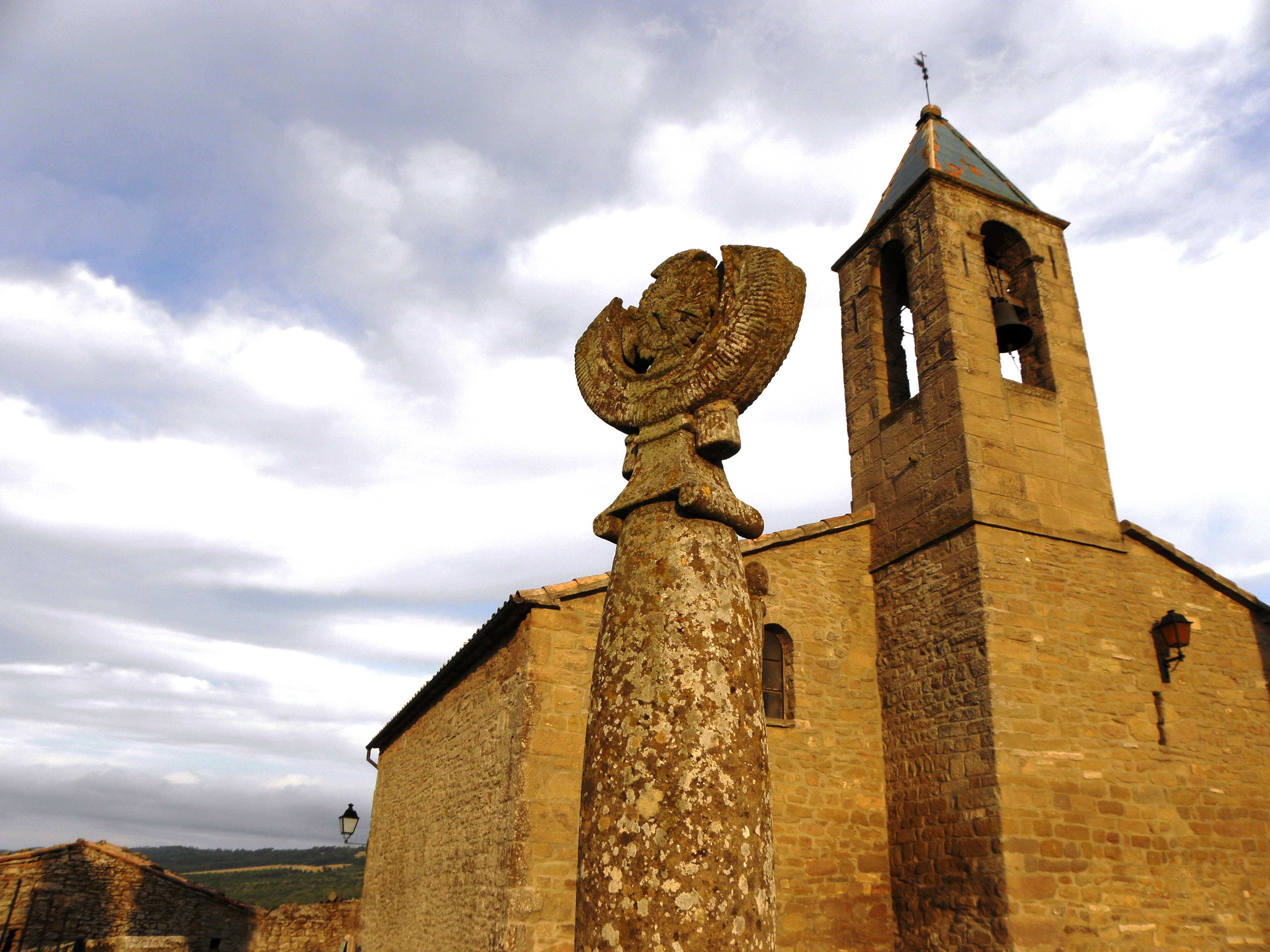
Campanar i creu del captaire

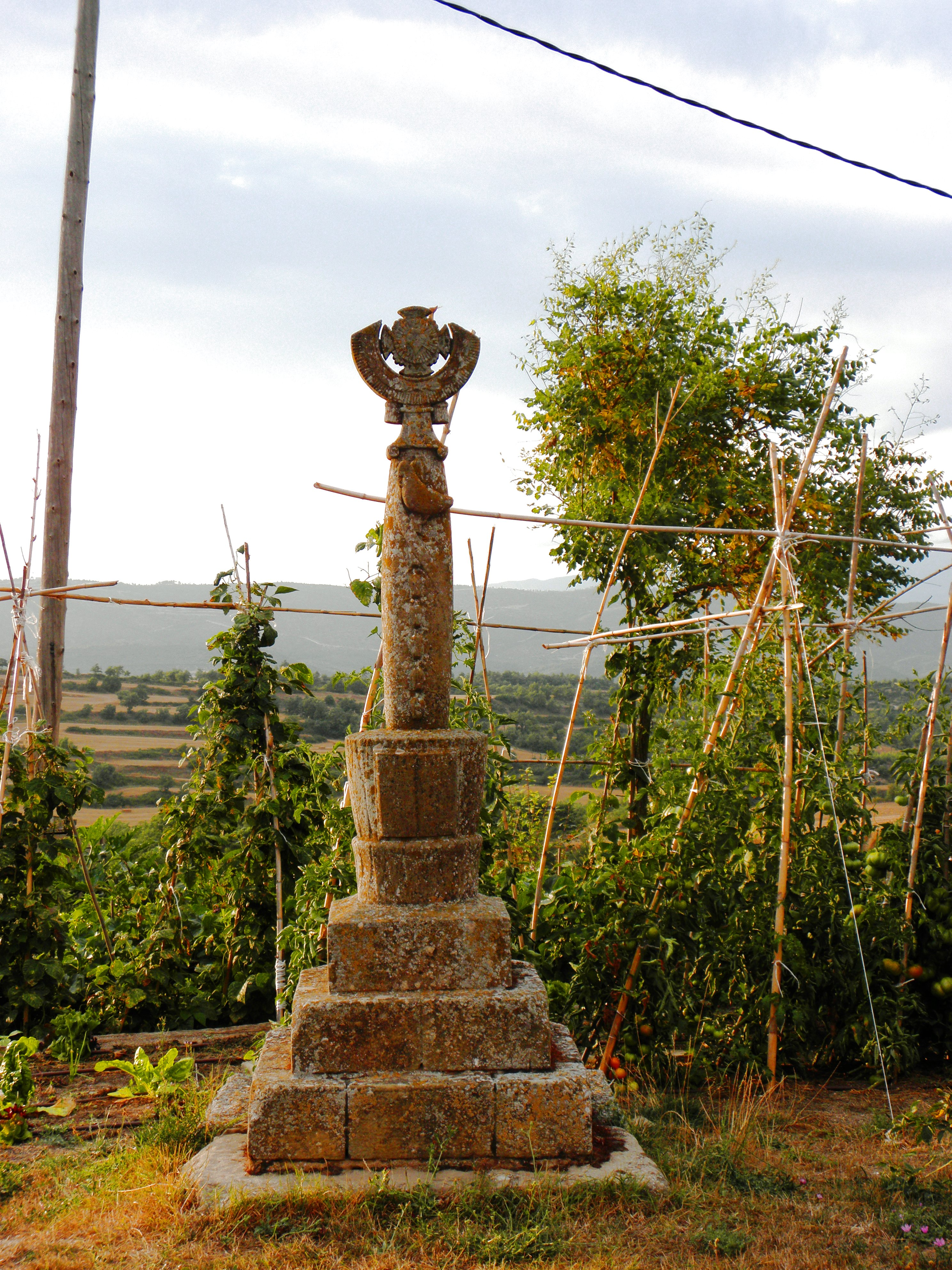
La creu del captaire

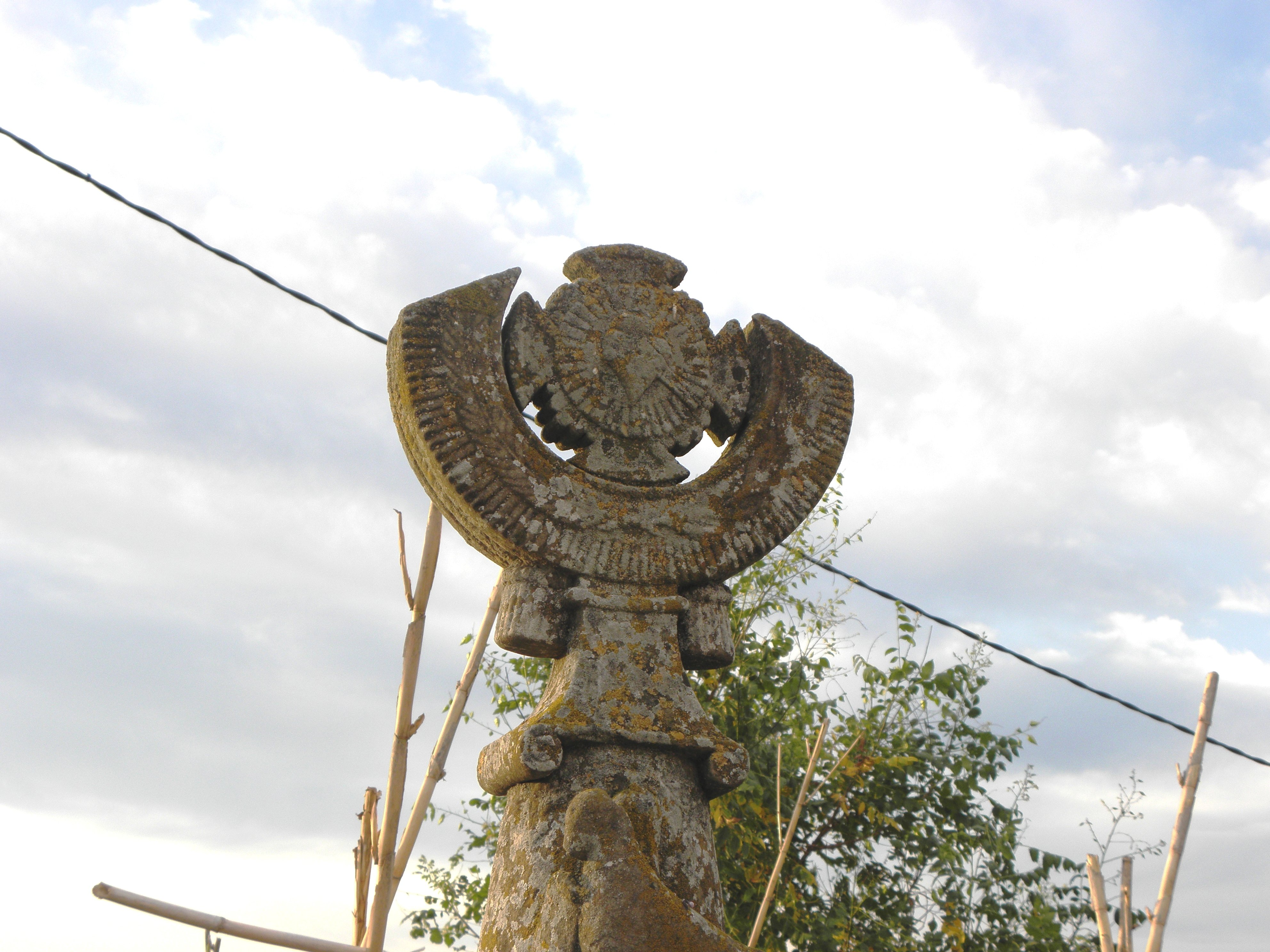
La part superior de la creu